# CCTV-9
CCTV-9 – dokumentalny kanał telewizyjny należący do China Central Television, telewizji publicznej w Chinach. 
Kanał jest emitowany w dwóch wersjach: w języku mandaryńskim oraz w języku angielskim, przy czym wersja anglojęzyczna nosi nazwę CCTV-9 Documentary.
Kanał istnieje od 1 stycznia 2011, natomiast przed 26 kwietnia 2010 pod nazwą CCTV-9 był nadawany po angielsku chiński kanał informacyjny, który obecnie funkcjonuje jako CCTV News.